# 蒲生秀行
蒲生秀行（日语：／ Gamō Hideyuki，1583年—1612年6月13日）是日本安土桃山時代至江戶時代初期的大名，為陸奧會津藩主。

## 生涯

### 繼承家督
天正11年（1583年），作為蒲生賦秀（後來的蒲生氏鄉）的長男的他出生。其父親將自己的幼名鶴千代給予自小體弱多病的秀行，並讓其在京都的南禪寺出家為僧，從而考驗秀行在修行過程中能否承受武將應負的責任來決定是否讓他繼承家督之位，如果無法承受的話，就讓其以出家人身份度過餘生。
文祿4年（1595年），由於秀行的父親蒲生氏鄉突然死去，因此他繼承了家督。同時，他亦獲賜姓羽柴。有關於領地繼承的問題，太閤豐臣秀吉原本計劃沒收了蒲生氏原本所有的會津領並改封近江2萬石，但關白豐臣秀次卻認可秀行繼承會津92萬石。
太閣秀吉命以蒲生秀行迎娶德川家康之女振姬為條件，承認其繼承會津領。然而，年少的秀行器量有所不足，無法有效地統領家臣們，最終導致重臣之間的對立而引發了蒲生騷動。

### 宇都宮減封和關原
慶長3年（1598年）3月，秀行奉秀吉之命由會津92萬石移封至宇都宮18萬石。這是因為由年僅13歲的秀行管理東北90萬石以上的領地並不容易，豐臣重臣們因此進諫將秀行的領地減封至18萬石，先前發生的蒲生騷動亦是其中一個原因，另外亦有指秀吉垂涎秀行母親亦即是織田信長之女冬姬的美色，在氏鄉死後曾一度希望立其為側室，但是冬姬最終出家為尼，秀吉甚為不快而減封了秀行的領地。另外，亦有秀行因迎娶家康之女振姬，而被石田三成等重臣以此為由減封的說法。 
慶長5年（1600年）的關原之戰，德川秀忠為了討伐上杉景勝，而進駐宇都宮。其後，秀行亦奉命在宇都宮牽制上杉軍和維持城下的治安。

### 會津再封與早逝
關原之戰結束後，家康從上杉處沒收的領地中將陸奧內的60萬石領地賜給有軍功的秀行，從而讓其重返會津，加上他與家康之女結婚，因此在江戶幕府成立後亦作為德川氏的一門眾而受到重用。
然而，在會津地震和家中騒動死灰復燃的情況下，秀行心力交瘁，最終在慶長17年（1612年）5月14日去世。終年30歲。領地由長男蒲生忠鄉繼承。

### 注解
1. ↑  原本，秀吉為了防備德川家康而將蒲生氏封於會津領，但由於秀行的正室是家康之女，家康亦曾經是秀行年少時的監護人，而且在氏鄉時代領土檢地亦有問題，在咨詢前田利家和毛利輝元的意見後意圖減封其領地。如果蒲生氏被減封至近江的新，對於家康來說是沉重的打擊，同時作為監護人，如果被認為檢地有問題的話，自己也有不足的地方，如是者，家康在豐臣政權中的立場就會變弱。然而，由於氏鄉的女兒是利家的次男前田利政的正室，因此如果認定蒲生氏在檢地有問題的話，前田氏和毛利氏等等將來也有可能被減封，為了避免招致利家等人的反對，秀吉最終作罷。
2. ↑  這次事件曝露了太閤與關白同時存在的二元統治的弊處，亦是同年秀吉要求秀次切腹一事的誘因。